# Tektonik-zsomboly
A Tektonik-zsomboly Magyarország megkülönböztetetten védett barlangjai között van. Az Aggteleki Nemzeti Park területén található. A barlang az Aggteleki-karszt és a Szlovák-karszt többi barlangjával együtt 1995 óta a világörökség része. Az Aggteleki-karszt nyolcadik legmélyebb barlangja. Bódvaszilas megkülönböztetetten védett hat barlangja közül az egyik.

## Leírás
Az Alsó-hegy fennsíkján, a Vecsem-bükk csúcsától kb. 960 m-re, a Bak Antal nevű töbörben, melynek névadója a 18. században élt, nyílik a Tektonik-zsomboly bejárata. A fennsík negyedik legmélyebb zsombolya. Tőle ÉK-re, kb. 70 m-re, kb. 25 m-rel feljebb nyílik a Moszkitós-zsomboly. Bódvaszilas felől a kék kereszt jelzésen 2 km-t kell megtenni, és a fennsík peremét majdnem elérve, az út melletti első töbör, a Bak Antal töbrének É-i oldalában megtalálható a Tektonik-zsomboly bejárata. Turistatérképeken jelölve van a barlang helye.
A fokozottan védett természetvédelmi területen, erdőben, 0,5 m magas sziklakibúvás tövében lévő, nehezen észrevehető, bontott barlangbejárat egy keskeny hasadék, amely 1×0,5 m-es és tengelyiránya függőleges.
A barlang középső triász mészkőben tektonikus törésvonalak mentén jött létre. A repedéseket a víz alatti oldódás, a leszivárgó vizek és kis mértékben az omlások bővítették. Nem működött víznyelőként. A részletesen felmért barlang 350 m hosszú, 80 m mély, 80 m függőleges kiterjedésű és vízszintes kiterjedése 45 m. A barlangra a függőleges kiterjedés jellemző. Több párhuzamos aknából áll. Felépítése szövevényes, a Szabó-pallagi-zsombolyhoz hasonló, de az aknák szűkebbek. Az aknák nem lépcsőzetesen kapcsolódnak egymásba, hanem hasadékok menti összenyílás köti össze azokat.
Végpontja kőtörmelékkel kitöltött hasadék. Ujjbegykarrok, valamint függőcseppkövek, állócseppkövek, cseppkőbekérgezés, típusos (gömbös) borsókő és az Óriás Kalcitos nevű helyen nagy méretű kalcitkristályok képződtek a barlangban. Előfordulnak denevérek járataiban. A kitöltésben guanó és denevércsontok találhatók. Néha nagy testű állatok hullanak bele és pusztulnak el. A lezáratlan zsomboly engedéllyel, kötéltechnikai eszközök alkalmazásával és jó erőnléttel látogatható.
Előfordul a barlang az irodalmában 59 (Kósa 1992), L-1 (Kósa 1992), Tektonik Shaft (Takácsné, Eszterhás, Juhász, Kraus 1989) és Tektonik zsomboly (Csernavölgyi 1974) neveken és jelölésekkel is. A zsomboly a felfedező VMTE Tektonik Barlangkutató Csoport nevét kapta. 1977-ben volt először Tektonik-zsombolynak nevezve a barlang az irodalmában (Kordos 1977).

## Kutatástörténet
1973-ban fedezte fel és bontotta ki a VMTE Tektonik Barlangkutató Csoport egyik tagja az akkoriban 78 m mélynek gondolt barlangot. Az 1977. évi Karszt és Barlangban megjelent összeállítás alapján, 1977. december 31-én Magyarország 32. legmélyebb barlangja az Aggteleki-karszton elhelyezkedő, 1977. december 31-én 76 m mély, 1976-ban és 1975-ben pedig ismeretlen mély Tektonik-zsomboly. Ez az összeállítás naprakészebb az 1978. májusi MKBT Meghívóban publikált listánál. Az MKBT Meghívó 1978. júniusi számában publikálva lett, hogy az 1978. májusi MKBT Meghívóban napvilágot látott, Magyarország legmélyebb és leghosszabb barlangjai című felsorolásból kimaradt, Aggteleki-karszton lévő Tektonik-zsomboly mélysége Lukács László szerint 76 m.
A Magyar Karszt- és Barlangkutató Társulat 1982. évi Országos Vándorgyűlésén az egyik túracélpont volt. Az 1984-ben kiadott, Magyarország barlangjai című könyvben nincs említve a barlang, az országos barlanglistában sem. Az 1987. december 31-i állapot alapján Magyarország 38. legnagyobb függőleges kiterjedésű barlangja az 5450 barlangkataszteri egységben lévő, 76 m függőleges kiterjedésű Tektonik-zsomboly. Az összeállítás szerint az 1977. évi Karszt és Barlangban közölt mélységi listában a barlang 76 m mély.
A Karszt és Barlang 1989. évi különszámában publikált, angol nyelvű tanulmányhoz (The caves of Hungary) mellékelve megjelent egy olyan lista, amelyben Magyarország legmélyebb barlangjai vannak felsorolva. A felsorolás szerint az Aggteleki-karszton fekvő, 76 m mély Tektonik-zsomboly (Tektonik Shaft) 1988-ban Magyarország 38. legmélyebb barlangja. (1977-ben is 76 m mély volt a barlang.) A BEAC Barlangkutató Csoport mérte fel a zsombolyt. A barlang poligon mentén mért hossza 140,85 m, mélysége 77,35 m, vízszintes kiterjedése pedig 14 m. Egy kb. 100–120 m-es oldalakna nem volt beszámítva a poligonhosszba. A barlang 1990–1991 történt térképezésekor új részek lettek felfedezve a barlangban a még be nem járt kürtők kimászásával. Nyerges Attila 1990-ben megrajzolta a Tektonik-zsomboly alaprajz szelvény térképeit, a Fő-akna keresztmetszet térképeit, a Bejárati-akna keresztmetszet térképeit, É–D irányú vetített hosszmetszet térképét és a barlang alaprajz résztérképét. Nyerges Attila 1991-ben megszerkesztette a barlang térláttatós, azaz izometrikus térképét és alaprajz vetület térképét.
Az 1992. évi Karszt és Barlangban publikált, az Alsó-hegy magyarországi részének töbreit, zsombolyait és beszakadásait bemutató ábrán látható a zsomboly földrajzi elhelyezkedése. Kósa Attila 1992-ben megjelent könyvében elsőként publikálta a barlang 1991-ben készült vetített hosszmetszet térképét és 1991-ben készült térláttatós térképét. Az Alsó-hegy fennsíkjának magyarországi oldalát bemutató egyik térképen megfigyelhető a barlang földrajzi elhelyezkedése. Több adattal együtt fel van tüntetve három irodalmi mű, amelyek foglalkoznak a barlanggal. A hosszmetszet térkép eltér az 1991-ben rajzolt térláttatós térképtől. A publikált térképen a barlang legmélyebb pontjának mélysége 77,3 m, a korábbi térképeken 80 m. A MAFC Barlangkutató Csoport által szervezett, 1994. december 27-e és 1995. január 1-je között tartott nemzetközi barlangász tábor egyik túracélpontja volt a barlang. A Tektonik-zsomboly 1995 óta a világörökség része. A Nyerges Attila által 1997-ben készített szakdolgozat szerint a 80 m mély Tektonik-zsomboly az Alsó-hegy magyarországi részének 6. legmélyebb barlangja.

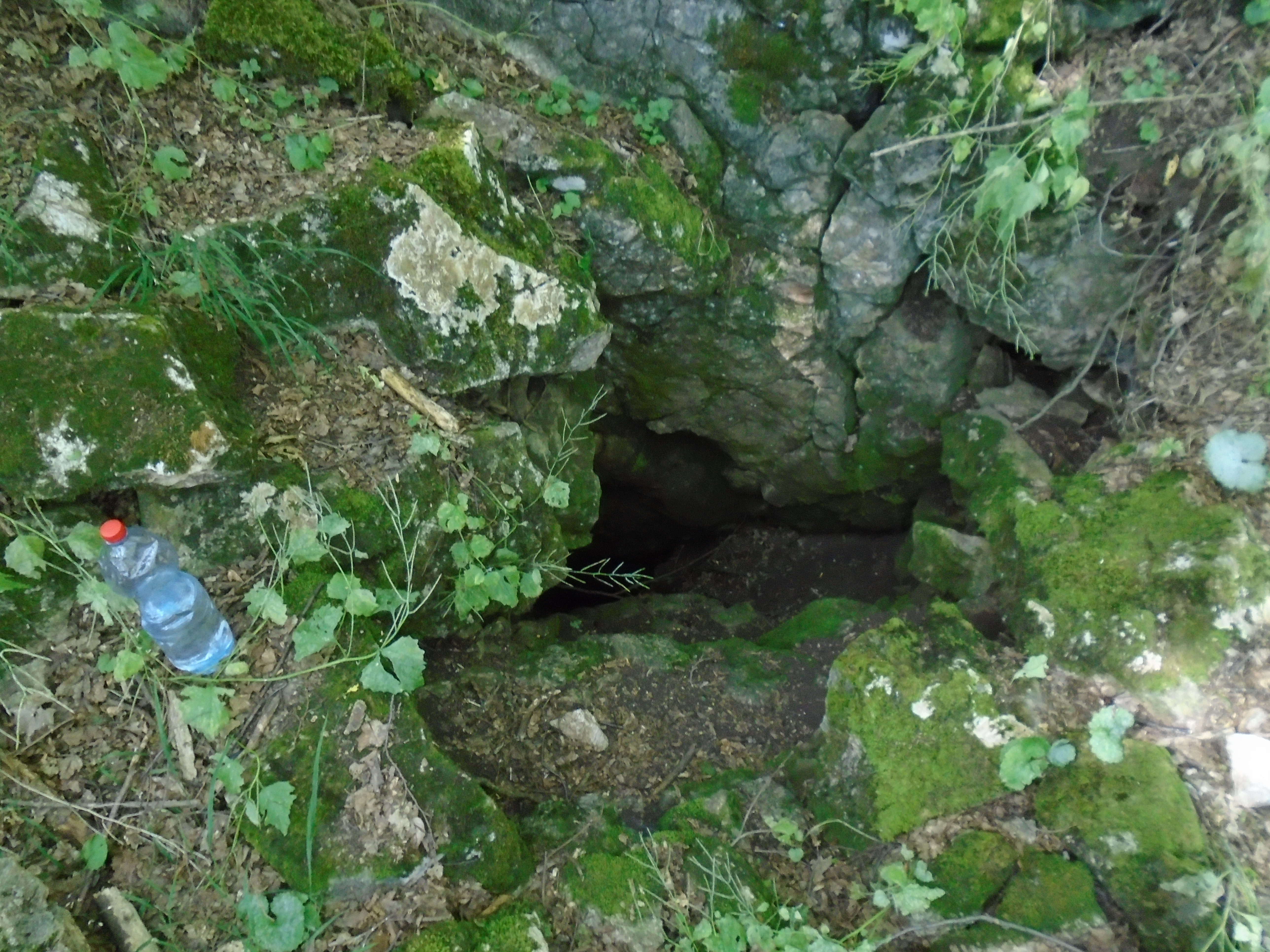
A Tektonik-zsomboly bejárata

A 2003-ban kiadott, Magyarország fokozottan védett barlangjai című könyvben lévő, Egri Csaba és Nyerges Attila által készített hosszúsági lista szerint az Aggteleki-karszton lévő és 5452-45 barlangkataszteri számú, 2002-ben 350 m hosszú Tektonik-zsomboly Magyarország 72. leghosszabb barlangja 2002-ben. A könyvben található, Egri Csaba és Nyerges Attila által készített mélységi lista szerint az Aggteleki-karszton lévő és 5452-45 barlangkataszteri számú Tektonik-zsomboly Magyarország 40. legmélyebb barlangja 2002-ben. A 2002-ben 80 m mély barlang 1977-ben és 1987-ben is 76 m mély volt.
Az Aggteleki Nemzeti Park Igazgatóság működési területén lévő, 5452/45 nyilvántartási számú Tektonik-zsomboly, 2006. február 28-tól, a környezetvédelmi és vízügyi miniszter 8/2006. KvVM utasítása szerint, megkülönböztetett védelmet igénylő barlang. A 2008. szeptember 27-én megrendezett XV. Lakatos Kupa kiadványában 80 m mély barlangként szerepel. Nem volt a verseny helyszínei között. Az Aggteleki Nemzeti Park Igazgatóság működési területén lévő és 5452-45 kataszteri számú Tektonik-zsomboly, 2012. február 25-től, a vidékfejlesztési miniszter 4/2012. (II. 24.) VM utasítása szerint, megkülönböztetetten védett barlang.
Az Alsó-hegy karsztjelenségeiről szóló, 2019-ben kiadott könyvben az olvasható, hogy a Tektonik-zsomboly 350 m hosszú és 80 m mély. A barlang azonosító számai: Szlovákiában 59, Magyarországon 5452/45, egyéb I-1. A könyvben publikálva lett a barlang 1990-ben készült hosszmetszet térképe. A BEAC a barlangot 1990-ben mérte fel, majd a BEAC 1990-ben, a felmérés adatainak felhasználásával megrajzolta a barlang térképeit. A térképeket Luděk Vlk 2015-ben digitalizálta. Publikálva lett egy olyan színes fénykép a könyvben, amelyen a barlang bejárata figyelhető meg. A kiadványhoz mellékelve lett az Alsó-hegy részletes térképe. A térképet Luděk Vlk, Mojmír Záviška, Ctirad Piskač, Jiřina Novotná, Miloš Novotný és Martin Mandel készítették. A térképen, amelyen fekete ponttal vannak jelölve a barlangok és a zsombolyok, látható a Tektonik-zsomboly (5452/45, 59) földrajzi elhelyezkedése. 2021. május 10-től az agrárminiszter 17/2021. (IV. 9.) AM rendelete szerint a Tektonik-zsomboly (Aggteleki Nemzeti Park Igazgatóság működési területe) az igazgatóság engedélyével látogatható. A 13/1998. (V. 6.) KTM rendelet egyidejűleg hatályát veszti.

## További irodalom
- Havliček, David – Vojiř, V.: Speleologický Prúzkum Dolného Vrchu. Slovensky Kras, 1984. 22. köt. 213–244. old.
- Kósa Attila: Az Alsó-hegy zsombolyai. Barlangnapi tájékoztató. MKBT és Tektonik, 1982.
- Kraus Sándor: Barlangföldtan. 1984.
- Vojiř, V.: Dolný Vrch, I. etapová zpráva o speleologickém prúzkumu. 1973. Speleologicky Klub Praha.